# Bantar (Rangsang Barat)
Bantar is een bestuurslaag in het regentschap Kepulauan Meranti van de provincie Riau, Indonesië. Bantar telt 2575 inwoners (volkstelling 2010).